# ادم گول
ادم گول (انگلیسی: Edme Gaulle; ۴ سپتامبر ۱۷۶۹ – ۹ فوریهٔ ۱۸۴۱) مجسمه‌ساز اهل فرانسه بود.